# Balog nad Ipľom
Balog nad Ipľom é um município da Eslováquia, situado no distrito de Veľký Krtíš, na região de Banská Bystrica. Tem 8,35 km² de área e sua população em 2018 foi estimada em 788 habitantes.

## Demografia
| Ano:        | 1994 | 2004   | 2014   | 2024   |
| ----------- | ---- | ------ | ------ | ------ |
| Broj ljudi: | 835  | 826    | 833    | 774    |
| Razlika:    |      | -1,07% | +0,84% | -7,08% |

| Ano:               | 2023 | 2024   |
| ------------------ | ---- | ------ |
| Número de pessoas: | 763  | 774    |
| Diferença:         |      | +1,44% |